# Gynecologic Oncology
Gynecologic Oncology, abgekürzt Gynecol. Oncol., ist eine wissenschaftliche Fachzeitschrift, die vom Elsevier-Verlag veröffentlicht wird. Derzeit erscheint die Zeitschrift mit zwölf Ausgaben im Jahr. Es werden Arbeiten veröffentlicht, die sich mit Tumoren des weiblichen Reproduktionstraktes beschäftigen.
Der Impact Factor lag im Jahr 2015 bei 4,198. Nach der Statistik des ISI Web of Knowledge wird das Journal mit diesem Impact Factor in der Kategorie Geburtshilfe und Gynäkologie an siebter Stelle von 79 Zeitschriften und in der Kategorie Onkologie an 55. Stelle von 213 Zeitschriften geführt.